# Julie Bovasso
Julie Anne Bovasso, née le 1er août 1930 à New York (arrondissement de Brooklyn), ville où elle est morte le 14 septembre 1991, est une actrice, dramaturge et metteuse en scène américaine.

## Biographie
Julie Bovasso débute au théâtre et joue notamment à Broadway, pour la première fois dans Monique de Dorothy et Michael Blankfort (adaptation du roman Celle qui n'était plus de Boileau-Narcejac, 1957, avec Denholm Elliott). En 1975, elle met en scène une ultime pièce à Broadway, Boom Boom Boom de David Rabe (qu'elle n'interprète pas).
Active également Off-Broadway et Off-Off-Broadway (en particulier au La MaMa Experimental Theatre Club), elle y joue entre autres deux pièces de Jean Genet, Les Bonnes (1955) puis Les Paravents (1971, avec Grayson Hall) qui lui permettent de gagner respectivement le premier Obie Award de la meilleure actrice et un Drama Desk Award de la meilleure actrice. Là, mentionnons aussi Victimes du devoir d'Eugène Ionesco (1960, avec Roberts Blossom), The Moon Dreamers qu'elle écrit et met en scène (1969, avec Hervé Villechaize), ou encore Gloria and Esperanza (1969, avec Hervé Villechaize, reprise à Broadway en 1970), qu'elle écrit, met en scène et interprète (ce qui lui vaut trois autres Obie Awards).
Au cinéma, après un court métrage de 1961, elle contribue à douze longs métrages, depuis Dis-moi que tu m'aimes, Junie Moon d'Otto Preminger (1970, avec Liza Minnelli et Ken Howard) jusqu'à Article 99 d'Howard Deutch (1992, avec Ray Liotta et Kiefer Sutherland), sorti quasiment six mois après sa mort (en 1991), à 61 ans, des suites d'un cancer.
Entre-temps, citons La Fièvre du samedi soir de John Badham (1977, avec John Travolta et Karen Lynn Gorney), Le Verdict de Sidney Lumet (1982, avec Paul Newman et Charlotte Rampling) et Éclair de lune de Norman Jewison (1987, avec Cher et Nicolas Cage).
À la télévision américaine, Julie Bovasso apparaît dans sept téléfilms, le premier étant The Iceman Cometh de Sidney Lumet (adaptation de la pièce éponyme d'Eugène O'Neill, 1960, avec Jason Robards et Myron McCormick) ; le dernier est diffusé en 1988.
S'ajoutent huit séries entre 1958 et 1991, dont Deux flics à Miami (un épisode, 1986) et Cagney et Lacey (un épisode, 1987).

## Théâtre (sélection)
(actrice, sauf mention contraire ou complémentaire)

### Broadway
- 1957 : Monique de Dorothy et Michael Blankfort (adaptation du roman Celle qui n'était plus de Boileau-Narcejac), costumes d'Helene Pons : Henriette
- 1965 : Minor Miracle d'Al Morgan, costumes de Theoni V. Aldredge : Mme Prosser
- 1970 : Gloria and Espanza : Gloria B. Gilbert (+ auteur et metteuse en scène)
- 1975 : Boom Boom Boom de David Rabe (metteuse en scène)

### Off-Broadway et Off-Off-Broadway

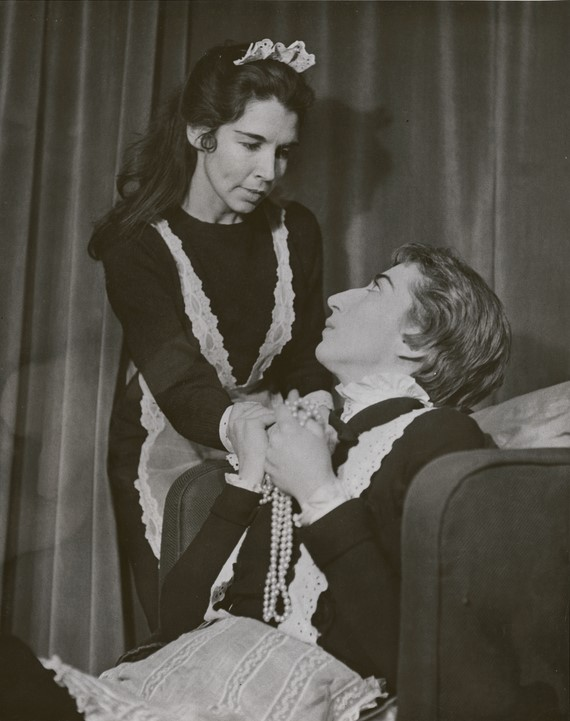
Avec Phena Darner (à g.), dans Les Bonnes (1955)

- 1955 : Les Bonnes (The Maids) de Jean Genet : Claire
- 1959 : Dinny and the Witches de William Gibson : Luella
- 1960 : Victimes du devoir (Victims of Duty) d'Eugène Ionesco : Madeleine
- 1961 : Gallows Humor de Jack Richardson : Lucy
- 1969 : Gloria and Esperanza : Gloria B. Gilbert (+ auteur et metteuse en scène)
- 1969 : The Moon Dreamers (auteur et metteuse en scène)
- 1971 : Les Paravents (The Screens) de Jean Genet
- 1971 : Schubert's Last Serenade (auteur)
- 1974 : The Nothing Kid (auteur)
- 1975 : Super Lover (auteur)
- 1983 : What I Did Last Summer d'A. R. Gurney : Anna Trumbull
- 1985 : Angelo's Wedding (auteur)

## Filmographie partielle

### Cinéma
- 1970 : Dis-moi que tu m'aimes, Junie Moon (Tell Me That You Love Me, Junie Moon) d'Otto Preminger : Ramona
- 1977 : La Fièvre du samedi soir (Saturday Night Fever) de John Badham : Flo Manero
- 1980 : Willie & Phil de Paul Mazursky : Mme D'Amico
- 1982 : Le Verdict (The Verdict) de Sidney Lumet : Maureen Rooney
- 1983 : Staying Alive de Sylvester Stallone : Mme Manero
- 1983 : Daniel de Sidney Lumet : Frieda Stein
- 1986 : Le flic était presque parfait (Off Beat) de Michael Dinner : Mme Wareham
- 1986 : Mafia Salad (Wise Guys) de Brian De Palma : Lil Dickstein
- 1987 : Éclair de lune (Moonstruck) de Norman Jewison : Rita Cappomaggi
- 1990 : Un pourri au paradis (My Blue Heaven) d'Herbert Ross : la mère de Vinnie
- 1992 : Article 99 (titre original) d'Howard Deutch : Amelia Sturdeyvant

### Télévision

#### Séries
- 1986 : Deux flics à Miami (Miami Vice), saison 2, épisode 16 Cette femme est dangereuse (Little Miss Dangerous) : la femme au sac
- 1987 : Cagney et Lacey (Cagney & Lacey), saison 7, épisode 6 Video Verite de Jackie Cooper : Mme DeScarfo

#### Téléfilms
- 1960 : The Iceman Cometh de Sidney Lumet : Pearl
- 1978 : The Last Tenant de Jud Taylor : Marie
- 1978 : Just Me and You de John Erman : la serveuse
- 1980 : King Crab de Marvin J. Chomsky : Mme Campana
- 1981 : The Gentleman Bandit de Jonathan Kaplan : Doris
- 1986 : A Time to Triumph de Noel Black : la mère de Chuck

## Récompenses
- Quatre Obie Awards :
  - En 1956 : de la meilleure actrice, pour Les Bonnes ;
  - Et en 1969 : de la meilleure actrice, de la meilleure mise en scène et de la meilleure pièce, pour Gloria and Esperanza.
- 1972 : Drama Desk Award de la meilleure actrice, pour Les Paravents.